# Jörgen Persson
Jörgen Persson (Halmstad, 22 de Abril de 1966) é um mesa-tenista sueco. Foi campeão europeu (1986) e mundial (1991).